# Campeonato da Europa de Atletismo de 2010 - Heptatlo feminino
A prova do heptatlo feminino do Campeonato da Europa de Atletismo de 2010 foi disputada entre os dias 30 e 31 de julho de 2010 no Lluís Companys em Barcelona,  na Espanha. 

## Recordes
Antes desta competição, os recordes mundiais e do campeonato nesta prova eram os seguintes:
|                       | Nome                 | Nacionalidade  | Pontos | Local      | Data                   |
| --------------------- | -------------------- | -------------- | ------ | ---------- | ---------------------- |
| Recorde mundial       | Jackie Joyner-Kersee | Estados Unidos | 7291   | Seul       | 24 de setembro de 1988 |
| Recorde do campeonato | Carolina Klüft       | Suécia         | 6740   | Gotemburgo | 8 de agosto de 2006    |
| Recorde europeu       | Carolina Klüft       | Suécia         | 7032   | Osaka      | 26 de maio de 2007     |

Os seguintes recordes foram estabelecidos durante esta competição: 
| Data        | Evento | Atleta        | Nacionalidade | Pontos | Notas                 |
| ----------- | ------ | ------------- | ------------- | ------ | --------------------- |
| 31 de julho | Final  | Jessica Ennis | Reino Unido   | 6823   | Recorde do campeonato |

## Medalhistas
| Ouro                | Prata                    | Bronze               |
| Jessica Ennis (GBR) | Nataliya Dobrynska (UKR) | Jennifer Oeser (DEU) |

## Cronograma
Todos os horários são locais (UTC+2).
| Data        | Horário | Fase                     |
| ----------- | ------- | ------------------------ |
| 30 de julho | 11:00   | 100 metros com barreiras |
| 30 de julho | 12:05   | Salto em altura          |
| 30 de julho | 18:45   | Arremesso de peso        |
| 30 de julho | 20:55   | 200 metros               |
| 31 de julho | 11:15   | Salto em distância       |
| 31 de julho | 16:15   | Lançamento de dardo      |
| 31 de julho | 20:45   | 800 metros               |

## Resultados

### 100 metros com barreiras
Bateria 1
| Posição | Raia | Atleta                         | Nacionalidade | Reação          | Tempo | Notas                | Pontos |
| ------- | ---- | ------------------------------ | ------------- | --------------- | ----- | -------------------- | ------ |
| 1       | 4    | Nataliya Dobrynska             | Ucrânia       |                 | 13.59 | Recorde da temporada | 1037   |
| 2       | 7    | Jessica Samuelsson             | Suécia        |                 | 14.28 |                      | 939    |
| 3       | 2    | Yana Maksimava                 | Bielorrússia  |                 | 14.40 | Recorde da temporada | 923    |
| 4       | 5    | Eliška Klučinová               | Chéquia       |                 | 14.42 |                      | 920    |
| 5       | 6    | Nadja Casadei                  | Suécia        |                 | 14.43 |                      | 918    |
| 6       | 1    | Ida Marcussen                  | Noruega       |                 | 14.56 | Recorde da temporada | 901    |
| 7       | 3    | Helga Margrét Thorsteinsdóttir | Islândia      |                 | 14.95 |                      | 848    |
| —       | 8    | Jolanda Keizer                 | Países Baixos |                 | DSQ   |                      | –      |
|         |      |                                |               | Vento: −1.6 m/s |       |                      |        |

Bateria 2
| Posição | Raia | Atleta             | Nacionalidade | Reação          | Tempo | Notas                | Pontos |
| ------- | ---- | ------------------ | ------------- | --------------- | ----- | -------------------- | ------ |
| 1       | 3    | Karolina Tymińska  | Polónia       |                 | 13.54 | Recorde pessoal      | 1044   |
| 2       | 4    | Sofía Ifadídou     | Grécia        |                 | 13.60 | Recorde da temporada | 1036   |
| 3       | 5    | Bárbara Hernando   | Espanha       |                 | 13.69 | Recorde pessoal      | 1023   |
| 4       | 2    | Grit Šadeiko       | Estónia       |                 | 13.84 | Recorde da temporada | 1001   |
| 5       | 6    | Lyudmyla Yosypenko | Ucrânia       |                 | 13.94 |                      | 987    |
| 6       | 8    | Claudia Rath       | Alemanha      |                 | 13.96 | Recorde pessoal      | 984    |
| 7       | 1    | Argyro Strataki    | Grécia        |                 | 14.03 |                      | 974    |
| 8       | 9    | Marina Goncharova  | Rússia        |                 | 14.04 |                      | 973    |
| 9       | 7    | Yana Panteleyeva   | Rússia        |                 | 14.29 |                      | 938    |
|         |      |                    |               | Vento: +0.2 m/s |       |                      |        |

Bateria 3
| Posição | Raia | Atleta                     | Nacionalidade | Reação          | Tempo | Notas                | Pontos |
| ------- | ---- | -------------------------- | ------------- | --------------- | ----- | -------------------- | ------ |
| 1       | 4    | Jessica Ennis              | Reino Unido   |                 | 12.95 |                      | 1132   |
| 2       | 6    | Jennifer Oeser             | Alemanha      |                 | 13.37 | Recorde pessoal      | 1069   |
| 3       | 3    | Sara Aerts                 | Bélgica       |                 | 13.38 |                      | 1068   |
| 4       | 1    | Antoinette Nana Djimou Ida | França        |                 | 13.40 | Recorde da temporada | 1065   |
| 5       | 9    | Maren Schwerdtner          | Alemanha      |                 | 13.63 |                      | 1031   |
| 6       | 5    | Tatyana Chernova           | Rússia        |                 | 13.73 |                      | 1017   |
| 7       | 8    | Hanna Melnychenko          | Ucrânia       |                 | 13.84 |                      | 1001   |
| 8       | 7    | Linda Züblin               | Suíça         |                 | 13.92 |                      | 990    |
| 9       | 2    | Kateřina Cachová           | Chéquia       |                 | 13.96 |                      | 984    |
|         |      |                            |               | Vento: −1.0 m/s |       |                      |        |

### Salto em altura
| Posição | Atleta                         | Nacionalidade | Resultados | Pontos | Notas                |
| ------- | ------------------------------ | ------------- | ---------- | ------ | -------------------- |
| 1       | Jessica Ennis                  | Reino Unido   | 1.89       | 1093   |                      |
| 2       | Lyudmyla Yosypenko             | Ucrânia       | 1.86       | 1054   | Recorde da temporada |
| 3       | Hanna Melnychenko              | Ucrânia       | 1.86       | 1054   | =                    |
| 4       | Nataliya Dobrynska             | Ucrânia       | 1.86       | 1054   | =                    |
| 5       | Yana Maksimava                 | Bielorrússia  | 1.83       | 1016   |                      |
| 6       | Jennifer Oeser                 | Alemanha      | 1.83       | 1016   | Recorde da temporada |
| 7       | Tatyana Chernova               | Rússia        | 1.83       | 1016   | Recorde da temporada |
| 8       | Marina Goncharova              | Rússia        | 1.83       | 1016   | Recorde pessoal      |
| 9       | Eliška Klučinová               | Chéquia       | 1.80       | 978    |                      |
| 9       | Yana Panteleyeva               | Rússia        | 1.80       | 978    | Recorde pessoal      |
| 11      | Claudia Rath                   | Alemanha      | 1.80       | 978    | Recorde da temporada |
| 12      | Kateřina Cachová               | Chéquia       | 1.77       | 941    |                      |
| 13      | Sara Aerts                     | Bélgica       | 1.74       | 903    | Recorde da temporada |
| 13      | Ida Marcussen                  | Noruega       | 1.74       | 903    |                      |
| 15      | Jessica Samuelsson             | Suécia        | 1.74       | 903    | Recorde da temporada |
| 15      | Maren Schwerdtner              | Alemanha      | 1.74       | 903    | Recorde da temporada |
| 15      | Karolina Tymińska              | Polónia       | 1.74       | 903    | Recorde da temporada |
| 18      | Jolanda Keizer                 | Países Baixos | 1.74       | 903    | =                    |
| 19      | Sofia Iadídou                  | Grécia        | 1.71       | 867    | Recorde pessoal      |
| 19      | Grit Šadeiko                   | Estónia       | 1.71       | 867    | =                    |
| 21      | Antoinette Nana Djimou Ida     | França        | 1.71       | 867    |                      |
| 21      | Argyro Strataki                | Grécia        | 1.71       | 867    |                      |
| 23      | Bárbara Hernando               | Espanha       | 1.68       | 830    | Recorde pessoal      |
| 24      | Helga Margrét Thorsteinsdóttir | Islândia      | 1.65       | 795    |                      |
| 25      | Linda Züblin                   | Suíça         | 1.62       | 759    | Recorde da temporada |
| —       | Nadja Casadei                  | Suécia        |            |        | DNS                  |

### Arremesso de peso
| Posição | Atleta                         | Nacionalidade | #1    | #2    | #3    | Resultados | Pontos | Notas                |
| ------- | ------------------------------ | ------------- | ----- | ----- | ----- | ---------- | ------ | -------------------- |
| 1       | Nataliya Dobrynska             | Ucrânia       | 15.88 | 15.01 | 15.48 | 15.88      | 920    | Recorde da temporada |
| 2       | Jolanda Keizer                 | Países Baixos | 13.71 | 14.93 | 14.97 | 14.97      | 859    |                      |
| 3       | Jessica Samuelsson             | Suécia        | 13.88 | 14.29 | 14.20 | 14.29      | 813    |                      |
| 4       | Karolina Tymińska              | Polónia       | 13.57 | 14.08 | X     | 14.08      | 799    |                      |
| 5       | Eliška Klučinová               | Chéquia       | 14.05 | 13.10 | 14.01 | 14.05      | 797    |                      |
| 6       | Jessica Ennis                  | Reino Unido   | 13.49 | 13.11 | 14.05 | 14.05      | 797    |                      |
| 7       | Yana Panteleyeva               | Rússia        | 13.78 | 13.85 | 13.59 | 13.85      | 784    |                      |
| 8       | Tatyana Chernova               | Rússia        | 13.47 | 13.82 | 13.35 | 13.82      | 782    | Recorde pessoal      |
| 9       | Jennifer Oeser                 | Alemanha      | 13.31 | 12.71 | 13.82 | 13.82      | 782    | Recorde da temporada |
| 10      | Antoinette Nana Djimou Ida     | França        | 12.99 | 13.67 | 13.39 | 13.67      | 772    |                      |
| 11      | Maren Schwerdtner              | Alemanha      | 13.56 | X     | X     | 13.56      | 765    |                      |
| 12      | Hanna Melnychenko              | Ucrânia       | 12.89 | 13.28 | 12.98 | 13.28      | 746    | Recorde da temporada |
| 13      | Argyro Strataki                | Grécia        | 13.20 | 13.18 | X     | 13.20      | 741    |                      |
| 14      | Sara Aerts                     | Bélgica       | 12.79 | 12.83 | 13.13 | 13.13      | 736    |                      |
| 15      | Marina Goncharova              | Rússia        | 13.09 | 13.12 | 13.00 | 13.12      | 735    |                      |
| 16      | Yana Maksimava                 | Bielorrússia  | 13.10 | 12.99 | X     | 13.10      | 734    |                      |
| 17      | Linda Züblin                   | Suíça         | 12.63 | 13.05 | 12.35 | 13.05      | 731    |                      |
| 18      | Lyudmyla Yosypenko             | Ucrânia       | X     | 12.08 | 12.98 | 12.98      | 726    |                      |
| 19      | Ida Marcussen                  | Noruega       | X     | 12.45 | 12.77 | 12.77      | 712    |                      |
| 20      | Helga Margrét Thorsteinsdóttir | Islândia      | 12.44 | 12.74 | X     | 12.74      | 710    |                      |
| 21      | Sofia Iadídou                  | Grécia        | 12.25 | 12.08 | 12.59 | 12.59      | 700    |                      |
| 22      | Claudia Rath                   | Alemanha      | 12.41 | 12.12 | 12.18 | 12.41      | 688    | Recorde pessoal      |
| 23      | Bárbara Hernando               | Espanha       | 12.05 | 11.50 | X     | 12.05      | 664    | Recorde pessoal      |
| 24      | Kateřina Cachová               | Chéquia       | 10.61 | 11.25 | 11.07 | 11.25      | 612    | Recorde da temporada |
| 25      | Grit Šadeiko                   | Estónia       | 10.38 | 10.78 | 10.35 | 10.78      | 581    |                      |
| —       | Nadja Casadei                  | Suécia        | –     | –     | –     | DNS        | –      |                      |

### 200 metros
Bateria 1
| Posição | Raia | Atleta                         | Nacionalidade | Tempo | Pontos | Notas           |
| ------- | ---- | ------------------------------ | ------------- | ----- | ------ | --------------- |
| 1       | 7    | Jessica Samuelsson             | Suécia        | 24.53 | 930    |                 |
| 2       | 1    | Grit Šadeiko                   | Estónia       | 24.99 | 888    |                 |
| 3       | 3    | Yana Panteleyeva               | Rússia        | 25.34 | 856    | Recorde pessoal |
| 4       | 2    | Bárbara Hernando               | Espanha       | 25.98 | 799    |                 |
| 5       | 4    | Yana Maksimava                 | Bielorrússia  | 26.03 | 795    |                 |
| —       | 5    | Helga Margrét Thorsteinsdóttir | Islândia      | –     | –      | DNS             |
| —       | 6    | Nadja Casadei                  | Suécia        | –     | –      | DNS             |
| —       | 8    | Jolanda Keizer                 | Países Baixos | –     | –      | DNS             |

Bateria 2
| Posição | Raia | Atleta                     | Nacionalidade | Tempo | Pontos | Notas                |
| ------- | ---- | -------------------------- | ------------- | ----- | ------ | -------------------- |
| 1       | 7    | Nataliya Dobrynska         | Ucrânia       | 24.23 | 959    | Recorde pessoal      |
| 2       | 6    | Maren Schwerdtner          | Alemanha      | 24.37 | 945    | Recorde da temporada |
| 3       | 5    | Kateřina Cachová           | Chéquia       | 24.76 | 909    | Recorde pessoal      |
| 4       | 3    | Antoinette Nana Djimou Ida | França        | 24.97 | 890    |                      |
| 5       | 4    | Eliška Klučinová           | Chéquia       | 25.09 | 879    |                      |
| 6       | 8    | Ida Marcussen              | Noruega       | 25.20 | 869    | Recorde da temporada |
| 7       | 2    | Argyro Strataki            | Grécia        | 24.43 | 848    |                      |
| 8       | 1    | Sofía Ifadídou             | Grécia        | 25.58 | 834    |                      |
| 9       | 9    | Marina Goncharova          | Rússia        | 25.61 | 832    |                      |

Bateria 3
| Posição | Raia | Atleta             | Nacionalidade | Tempo | Pontos | Notas                |
| ------- | ---- | ------------------ | ------------- | ----- | ------ | -------------------- |
| 1       | 3    | Jessica Ennis      | Reino Unido   | 23.21 | 1058   | Recorde da temporada |
| 2       | 6    | Karolina Tymińska  | Polónia       | 23.77 | 1003   | Recorde da temporada |
| 3       | 8    | Jennifer Oeser     | Alemanha      | 24.07 | 974    | Recorde pessoal      |
| 4       | 9    | Tatyana Chernova   | Rússia        | 24.15 | 966    | Recorde da temporada |
| 5       | 4    | Claudia Rath       | Alemanha      | 24.55 | 929    |                      |
| 6       | 5    | Sara Aerts         | Bélgica       | 24.62 | 922    |                      |
| 7       | 1    | Lyudmyla Yosypenko | Ucrânia       | 24.63 | 921    | Recorde da temporada |
| 8       | 2    | Hanna Melnychenko  | Ucrânia       | 24.83 | 902    |                      |
| 9       | 7    | Linda Züblin       | Suíça         | 25.06 | 881    |                      |

### Salto em distância
| Posição | Atleta                         | Nacionalidade | Resultados | Pontos | Notas                |
| ------- | ------------------------------ | ------------- | ---------- | ------ | -------------------- |
| 1       | Jennifer Oeser                 | Alemanha      | 6.68       | 1066   | Recorde pessoal      |
| 2       | Nataliya Dobrynska             | Ucrânia       | 6.56       | 1027   | Recorde da temporada |
| 3       | Claudia Rath                   | Alemanha      | 6.44       | 988    |                      |
| 4       | Jessica Ennis                  | Reino Unido   | 6.43       | 985    |                      |
| 5       | Tatyana Chernova               | Rússia        | 6.42       | 981    |                      |
| 6       | Maren Schwerdtner              | Alemanha      | 6.34       | 956    | Recorde pessoal      |
| 7       | Ida Marcussen                  | Noruega       | 6.30       | 943    | =                    |
| 8       | Eliška Klučinová               | Chéquia       | 6.30       | 943    | Recorde pessoal      |
| 9       | Jessica Samuelsson             | Suécia        | 6.26       | 930    |                      |
| 10      | Yana Panteleyeva               | Rússia        | 6.23       | 921    |                      |
| 11      | Sara Aerts                     | Bélgica       | 6.17       | 902    | Recorde da temporada |
| 12      | Lyudmyla Yosypenko             | Ucrânia       | 6.14       | 893    |                      |
| 13      | Kateřina Cachová               | Chéquia       | 6.12       | 887    | Recorde da temporada |
| 14      | Karolina Tymińska              | Polónia       | 6.11       | 883    |                      |
| 15      | Grit Šadeiko                   | Estónia       | 6.10       | 880    |                      |
| 16      | Marina Goncharova              | Rússia        | 6.06       | 868    |                      |
| 17      | Linda Züblin                   | Suíça         | 5.99       | 846    | Recorde da temporada |
| 18      | Sofia Iadídou                  | Grécia        | 5.89       | 816    |                      |
| 19      | Argyro Strataki                | Grécia        | 5.82       | 795    |                      |
| 20      | Bárbara Hernando               | Espanha       | 5.67       | 750    |                      |
| 21      | Yana Maksimava                 | Bielorrússia  | 5.61       | 732    |                      |
| 22      | Antoinette Nana Djimou Ida     | França        | 5.45       | 686    |                      |
| —       | Hanna Melnychenko              | Ucrânia       | NM         | –      |                      |
| —       | Jolanda Keizer                 | Países Baixos |            |        | DNS                  |
| —       | Helga Margrét Thorsteinsdóttir | Islândia      |            |        | DNS                  |

### Lançamento de dardo
| Posição | Atleta             | Nacionalidade | #1    | #2    | #3    | Resultados | Pontos | Notas                |
| ------- | ------------------ | ------------- | ----- | ----- | ----- | ---------- | ------ | -------------------- |
| 1       | Sofia Ifadídou     | Grécia        | 52.52 | 51.36 | x     | 51.36      | 909    | Recorde da temporada |
| 2       | Tatyana Chernova   | Rússia        | 41.88 | 50.22 | 48.18 | 50.22      | 864    |                      |
| 3       | Marina Goncharova  | Rússia        | 42.85 | 49.47 | x     | 49.47      | 850    |                      |
| 4       | Linda Züblin       | Suíça         | 47.14 | 49.36 | 47.17 | 49.36      | 848    |                      |
| 5       | Nataliya Dobrynska | Ucrânia       | 45.75 | 49.25 | 47.04 | 49.25      | 846    | Recorde pessoal      |
| 6       | Jennifer Oeser     | Alemanha      | 49.17 | 47.45 | 45.60 | 49.17      | 844    | Recorde pessoal      |
| 7       | Lyudmyla Yosypenko | Ucrânia       | 37.27 | 46.92 | 38.57 | 46.92      | 801    |                      |
| 8       | Jessica Ennis      | Reino Unido   | 46.71 | 45.28 | 45.71 | 46.71      | 796    | Recorde pessoal      |
| 9       | Ida Marcussen      | Noruega       | 38.01 | 45.09 | 45.44 | 45.44      | 772    |                      |
| 10      | Grit Šadeiko       | Estónia       | 40.16 | 45.27 | x     | 45.27      | 769    |                      |
| 10      | Maren Schwerdtner  | Alemanha      | 39.21 | 45.27 | 41.61 | 45.27      | 769    | Recorde da temporada |
| 12      | Eliška Klučinová   | Chéquia       | 43.90 | 44.07 | 38.71 | 44.07      | 746    |                      |
| 13      | Kateřina Cachová   | Chéquia       | 34.63 | 42.22 | 39.03 | 42.22      | 710    | Recorde da temporada |
| 14      | Argyro Strataki    | Grécia        | 41.88 | 40.84 | 39.96 | 41.88      | 703    |                      |
| 15      | Yana Panteleyeva   | Rússia        | 41.67 | x     | x     | 41.67      | 699    |                      |
| 16      | Yana Maksimava     | Bielorrússia  | 39.19 | 40.65 | 41.29 | 41.29      | 692    |                      |
| 17      | Sara Aerts         | Bélgica       | 40.30 | 36.35 | 38.45 | 40.30      | 673    | =                    |
| 18      | Claudia Rath       | Alemanha      | 38.88 | 39.13 | x     | 39.13      | 651    |                      |
| 19      | Jessica Samuelsson | Suécia        | 35.43 | 38.61 | x     | 38.61      | 641    | Recorde pessoal      |
| 20      | Hanna Melnychenko  | Ucrânia       | x     | x     | 37.87 | 37.87      | 626    |                      |
| 21      | Bárbara Hernando   | Espanha       | 35.25 | 33.50 | 35.84 | 35.84      | 588    |                      |
| 22      | Karolina Tymińska  | Polónia       | 31.98 | 35.43 | 34.02 | 35.43      | 580    | Recorde da temporada |

### 800 metros
Bateria 1
| Posição | Raia | Atleta             | Nacionalidade | Tempo   | Pontos | Notas                |
| ------- | ---- | ------------------ | ------------- | ------- | ------ | -------------------- |
| 1       | 2    | Karolina Tymińska  | Polónia       | 2:06.43 | 1018   | Recorde da temporada |
| 2       | 4    | Jessica Samuelsson | Suécia        | 2:08.25 | 990    |                      |
| 3       | 7    | Yana Maksimava     | Bielorrússia  | 2:11.29 | 946    | Recorde pessoal      |
| 4       | 8    | Ida Marcussen      | Noruega       | 2:12.46 | 929    | Recorde da temporada |
| 5       | 5    | Yana Panteleyeva   | Rússia        | 2:15.69 | 883    |                      |
| 6       | 6    | Sara Aerts         | Bélgica       | 2:15.90 | 880    | Recorde pessoal      |
| 7       | 9    | Kateřina Cachová   | Chéquia       | 2:16.79 | 868    | Recorde da temporada |
| 8       | 1    | Linda Züblin       | Suíça         | 2:17.54 | 857    |                      |
| 9       | 3    | Sofia Ifadídou     | Grécia        | 2:18.64 | 842    |                      |
| 10      | 1    | Grit Šadeiko       | Estónia       | 2:23.64 | 775    |                      |

Bateria 2
| Posição | Raia | Atleta             | Nacionalidade | Tempo   | Pontos | Notas                |
| ------- | ---- | ------------------ | ------------- | ------- | ------ | -------------------- |
| 1       | 4    | Jessica Ennis      | Reino Unido   | 2:10.18 | 962    | Recorde da temporada |
| 2       | 7    | Nataliya Dobrynska | Ucrânia       | 2:12.06 | 935    | Recorde pessoal      |
| 3       | 5    | Jennifer Oeser     | Alemanha      | 2:12.28 | 932    | Recorde da temporada |
| 4       | 1    | Eliška Klučinová   | Chéquia       | 2:12.82 | 924    | Recorde pessoal      |
| 5       | 2    | Marina Goncharova  | Rússia        | 2:13.66 | 912    |                      |
| 6       | 9    | Claudia Rath       | Alemanha      | 2:15.24 | 889    |                      |
| 7       | 3    | Tatyana Chernova   | Rússia        | 2:15.45 | 886    |                      |
| 8       | 6    | Lyudmyla Yosypenko | Ucrânia       | 2:19.97 | 824    |                      |
| 9       | 8    | Maren Schwerdtner  | Alemanha      | 2:21.86 | 798    |                      |

## Classificação final
| Posição           | Atleta                         | Nacionalidade | Pontos | Notas                |
| ----------------- | ------------------------------ | ------------- | ------ | -------------------- |
| Medalha de ouro   | Jessica Ennis                  | Reino Unido   | 6823   | ,                    |
| Medalha de prata  | Nataliya Dobrynska             | Ucrânia       | 6778   | Recorde pessoal      |
| Medalha de bronze | Jennifer Oeser                 | Alemanha      | 6683   | Recorde pessoal      |
| 4                 | Karolina Tymińska              | Polónia       | 6230   | Recorde da temporada |
| 5                 | Lyudmyla Yosypenko             | Ucrânia       | 6206   |                      |
| 6                 | Eliška Klučinová               | Chéquia       | 6187   |                      |
| 7                 | Marina Goncharova              | Rússia        | 6186   | Recorde da temporada |
| 8                 | Maren Schwerdtner              | Alemanha      | 6167   | Recorde pessoal      |
| 9                 | Jessica Samuelsson             | Suécia        | 6146   | Recorde pessoal      |
| 10                | Claudia Rath                   | Alemanha      | 6107   | PB                   |
| 11                | Sara Aerts                     | Bélgica       | 6084   | Recorde pessoal      |
| 12                | Yana Panteleyeva               | Rússia        | 6059   |                      |
| 13                | Ida Marcussen                  | Noruega       | 6029   | Recorde da temporada |
| 14                | Sofía Ifadídou                 | Grécia        | 6004   | Recorde pessoal      |
| 15                | Linda Züblin                   | Suíça         | 5912   |                      |
| 16                | Kateřina Cachová               | Chéquia       | 5911   | Recorde pessoal      |
| 17                | Yana Maksimava                 | Bielorrússia  | 5838   |                      |
| 18                | Grit Šadeiko                   | Estónia       | 5761   |                      |
| —                 | Argyro Strataki                | Grécia        | DNF    |                      |
| —                 | Bárbara Hernando               | Espanha       | DNF    |                      |
| —                 | Hanna Melnychenko              | Ucrânia       | DNF    |                      |
| —                 | Helga Margrét Thorsteinsdóttir | Islândia      | DNF    |                      |
| —                 | Nadja Casadei                  | Suécia        | DNF    |                      |
| —                 | Antoinette Nana Djimou Ida     | França        | DNF    |                      |
| —                 | Jolanda Keizer                 | Países Baixos | DNF    |                      |
| —                 | Tatyana Chernova               | Rússia        | 6512   | Doping               |

Legenda
| Recorde mundial       | Recorde mundial (World record)               |                       | Recorde africano                      | Recorde africano (African) |                                           | Q | Classificado por posição (Qualified) |
| Recorde do campeonato | Recorde do campeonato (Championship record)  | Recorde da América    | Recorde da América (Americas)         | q                          | Classificado por melhor tempo (Qualified) |   |                                      |
| Melhor marca do ano   | Melhor marca do ano (World leading)          | Recorde asiático      | Recorde asiático (Asian)              | DNS                        | Não largou (Did not start)                |   |                                      |
| Recorde nacional      | Recorde nacional (National record)           | Recorde europeu       | Recorde europeu (European)            | DNF                        | Não terminou (Did not finish)             |   |                                      |
| Recorde pessoal       | Recorde pessoal do atleta (Personal best)    | Recorde da Oceania    | Recorde da Oceania (Oceania)          | DSQ / DQ                   | Desclassificado (Disqualified)            |   |                                      |
| Recorde da temporada  | Recorde da temporada do atleta (Season best) | Recorde sul-americano | Recorde sul-americano (South America) | NM                         | Sem marca (No mark)                       |   |                                      |